# Xã Scranton, Quận Osage, Kansas
Xã Scranton (tiếng Anh: Scranton Township) là một xã thuộc quận Osage, tiểu bang Kansas, Hoa Kỳ. Năm 2010, dân số của xã này là 1.213 người.